# 膀胱三角部炎
膀胱三角部炎（ぼうこうさんかくぶえん、英: Trigonitis）は、膀胱の三角部に炎症が起きている状態のことを指す。1905年にHeymann（J Urol. 1947;57:1028-1037）らによって膀胱三角部炎として初めて報告された。

## 解説
内視鏡所見
膀胱鏡検査では、三角部の充血・点状出血・出血斑・粘膜の混濁による白色化・浮腫状変化・水疱性浮腫・粘膜小隆起・びらん・潰瘍・ポリープ・白板といった様々な炎症を主体とする所見を呈することが多い。
症状
血尿、無菌性膿尿、頻尿、排尿時痛、排尿後痛、下腹部違和感
組織学的所見
毛細血管の拡張を伴う充血、浮腫、白血球の血管外滲出
成因
発生学的に、膀胱三角部は他部と発生が異なる。膀胱三角部の筋層は尿管の筋層の延長であり、一方で、尿管口間隆起を形成し、他方にはBell氏筋となって内尿道口を通り、後部尿道から精阜の前方に到達している。尿管は随時排尿運動をしており、その運動は三角部から内尿道口および後部尿道に直接的に伝達されている。したがって、トーヌスが高まり、過敏かつ不安定な状態であり、後部尿道の陰部神経が刺激されて様々な排尿関連の異常が引き起こされると報告されている。このような状態にある三角部、内尿道口、後部尿道は僅かの原因（尿路感染症、尿道カテーテル留置、慢性刺激等）によっても充血をきたし、炎症性変化をきたしやすい。（泌尿器科紀要. 1959;5:991-1003）